# 環境システム科
環境システム科
1. 工業 (教科)のうちのひとつ。
2. 農業 (教科)のうちのひとつ。
3. 学科の名称

## 環境システム科のある日本の学校
- 静岡県立天竜林業高等学校
- 福井県立坂井農業高等学校
- 山形県立長井工業高等学校
- 山形県立山形工業高等学校
- 秋田県立由利工業高等学校
- 長野県長野工業高等学校
- 山形県立鶴岡工業高等学校
- 山口県立徳山商工高等学校
- 三重県立尾鷲工業高等学校
- 福井県立坂井農業高等学校
- 島根県立出雲工業高等学校
- 専修大学北海道短期大学(土木科から名称変更）
- 福岡県立大川樟風高等学校（住環境システム科）
- 福岡県立嘉穂総合高等学校(地球環境システム科)
- 東京海洋大学(学科環境システム科学)

## その他
- 福島県立郡山北工業高等学校では2008年に環境システム科の募集を停止した。
- 放送大学大学院には環境システム科学群がある
- 茨城大学 農学部 地域環境科学科　には、緑環境システム科学カリキュラムがある